# Shirley McLoughlin
Pour les articles homonymes, voir McLoughlin.
Shirley McLoughlin (née en 1930) est une femme politique canadienne de la Colombie-Britannique, cheffe du Parti libéral de la Colombie-Britannique de 1981 à 1983. Elle est la première femme cheffe d'un partie politique dans la province. 

## Biographie
Née en 1930, McLoughlin travaille comme enseignante et sert comme présidente du Parti libéral. Candidate libérale fédérale lors de l'élection générale de 1980, elle est défaite par le néo-démocrate Ray Skelly.
Élue cheffe du Parti libéral lors de la course à la direction de 1981 face à l'avocat Tom Finkelstein et face à l'agriculteur Roland Bouwman, McLoughlin prend la tête du parti dans une période tumultueuse. Son prédécesseur, Jev Tothill (en), n'avait réussi à présenter que cinq candidats à travers la province lors de l'élection de 1979 et n'était plus représenté à l'Assemblée législative de la Colombie-Britannique. Elle parvient à faire une modeste remontée du parti en parvenant à présenter 52 candidats, soit cinq de moins que le nombre total de circonscriptions, lors de l'élection de 1983 sans toutefois remporter de siège. 
Elle annonce sa démission de la chefferie en août 1983 et Art Lee lui succède lors de la course à la chefferie de mars 1984,.
McLoughlin continue de s'impliquer en politique en servant comme conseillère municipale de la ville de Comox.